# Osiedle Książęce (Skarżysko-Kamienna)
Osiedle Książęce – osiedle administracyjne Skarżyska-Kamiennej, usytuowane w północnej części miasta.
Osiedle w dużej mierze pokrywa się ze wsią Skarżysko Książęce, włączoną w granice Skarżyska-Kamiennej 1 stycznia 2000.

## Zasięg terytorialny
Osiedle obejmuje następujące ulice: Długa; Działkowa; Jałowcowa; Kopernika od nr 58 do końca (parzyste) i od nr 61 do końca (nieparzyste); Kościelna; Książęca; Laskowa; Mała; Miła; Podlaska; Rycerska; Turystyczna; Warszawska od nr 102 do końca (parzyste) i od nr 93 do końca (nieparzyste).